# Azerbaijan Challenge Open 2014
Het Azerbaijan Challenge Open 2014 is een golf (sport) dat in 2014 is toegevoegd aan de agenda van de Europese Challenge Tour.
De eerste editie van dit golftoernooi werd gespeeld van 31 juli t/m 3 augustus 2014 op de National Azerbaijan Golf Club in Quba, Azerbeidzjan. Op deze club is de Azerbaijan Golf Federation gevestigd. De baan werd ontworpen door Jon Hunt van de  International Design Group.

## De baan
De golfbaan werd in 2013 geopend. De fairways en de greens waren goed, de rough was hoog.  De spelers verbleven in het erbij liggende hotel, wat nog niet helemaal klaar was. 

## Verslag
De par van de baan is 72.

### Ronde 1
Edouard Espana sloeg al voor 9 uur af en speelde met Maarten Lafeber en Michael Stewart. Lafeber maakte zes birdies en scoorde -3, Espana maakte zelfs acht birdies, hij scoorde -7 en werd clubhouse leader. Twintig minuten later kwam Garrick Porteous ook met -7 binnen. Samen stonden ze urenlang aan de leiding totdat Jeff Winther ook met -7 binnenkwam met twee eagles en drie birdies op zijn kaart. 

Wil Besseling sloeg ook voor negen uur af, maar op hole 10, en maakte ook -3. Na de lunch speelde Tim Sluiter. Hij begon met een bogey, volgde met een eagle en eindigde met -5 op de 6de plaats.
Anthony Snobeck maakte een hole-in-one op hole 6, een par 3 van 204 meter.

### Ronde 2
De beste ronde van de dag was van Benjamin Hebert. Hij begon met een birdie op hole 10, hij stond op -3 na negen holes en speelde de resterende negen holes 7 slagen onder par. Het bracht hem naar de tweede plaats achter Ben Evans, die onder meer twee eagles maakte. Tim Sluiter kwam op de 3de plaats terecht maar er waren nog spelers in de baan. Aan het einde van de middag was hij ingehaald door Alexander Björk en Jeff Winther.
Er werd twee keer een hole-in-one gemaakt op hole 4, een par 3 van 163 meter. De gelukkigen waren Maarten Lafeber en een half uur later Moritz Lampert. Beiden waren op hole 10 gestart, het was dus hun 13de hole.

### Ronde 3
Benjamin Hebert maakte met 67 de beste dagronde en bleef dus aan de leiding. Andrew Marshall was de enige speler die geen enkele bogey maakte. Joost Luiten bleef nog in de top-10 maar heeft nu een achterstand van zes slagen op de leider.

### Ronde 4
Moritz Lampert had een schitterende week, hij maakte drie eagles en een hole-in-one en won ten slotte het toernooi met een laatste ronde van 66. Aangezien hij eerder in 2014 al het Kärnten Golf Open en het Spaans Challenge Open won, promoveerde hij meteen naar de Europese Tour.

Van de overgebleven Nederlanders speelde alleen Lafeber 4 onder par.
- Scores

| Naam                 | CTR | OWGR | Score R1 | Score R1 | Nr   | Score R2 | Score R2 | Totaal | Nr  | Score R3 | Score R3 | Totaal | Nr  | Score R4 | Score R4 | Totaal | Nr  |
| -------------------- | --- | ---- | -------- | -------- | ---- | -------- | -------- | ------ | --- | -------- | -------- | ------ | --- | -------- | -------- | ------ | --- |
| Moritz Lampert       | 3   | 197  | 72       | par      | T60  | 65       | -7       | -7     | T9  | 69       | -3       | -10    | T4  | 66       | -6       | -16    | 1   |
| Michaël Lorenzo-Vera | 39  | 607  | 68       | -4       | T9   | 68       | -4       | -8     | T5  | 69       | -3       | -11    | 3   | 69       | -3       | -14    | 2   |
| Steven Brown         | 16  | 758  | 71       | -1       | T46  | 68       | -4       | -5     | T19 | 70       | -2       | -7     | T11 | 66       | -6       | -13    | T3  |
| Andrew Johnston      | 2   | 167  | 66       | -6       | T4   | 72       | par      | -6     | T15 | 69       | -3       | -9     | T7  | 68       | -4       | -13    | T3  |
| Alexander Björk      | 105 | 1555 | 68       | -4       | T9   | 67       | -5       | -9     | T3  | 60       | -3       | -12    | 2   | 72       | par      | -12    | T5  |
| Andrew Marshall      | 43  | 721  | 72       | par      | T60  | 65       | -7       | -7     | T9  | 69       | -3       | -10    | T4  | 70       | -2       | -12    | T5  |
| Edouard Espana       | 11  | 516  | 65       | -7       | T1   | 71       | -1       | -8     | T5  | 74       | +2       | -6     | T17 | 67       | -5       | -11    | T7  |
| Benjamin Hebert      | 54  | 1022 | 72       | par      | T60  | 62       | -10      | -10    | 2   | 67       | -5       | -15    | 1   | 76       | +4       | -11    | T7  |
| Gary Lockerbie       | 125 | 975  | 68       | -4       | T9   | 68       | -4       | -8     | T5  | 70       | -2       | -10    | T4  | 72       | par      | -10    | T11 |
| Tim Sluiter          | 130 | 614  | 67       | -5       | T6   | 69       | -3       | -8     | T5  | 71       | -1       | -9     | T7  | 72       | par      | -9     | T13 |
| Maarten Lafeber      | 63  | 928  | 69       | -3       | T12  | 69       | -3       | -6     | T15 | 74       | +2       | -4     | T32 | 68       | -4       | -8     | T16 |
| Jeff Winther         | 103 | 1555 | 65       | -7       | T1   | 70       | -2       | -9     | T3  | 72       | par      | -9     | T7  | 74       | +2       | -7     | T20 |
| Ben Evans            | 113 | 1555 | 66       | -6       | T4   | 67       | -5       | -11    | 1   | 76       | +4       | -7     | T11 | 72       | par      | -7     | T20 |
| Garrick Porteous     | 214 | 1148 | 65       | -7       | T1   | 73       | +1       | -6     | T15 | 71       | -1       | -7     | T11 | 75       | +3       | -4     | T35 |
| Taco Remkes          | 99  | 1266 | 73       | +1       | T84  | 70       | -2       | -1     | T57 | 74       | +1       | par    | T63 | 72       | par      | +1     | T55 |
| Hugues Joannes       | 44  | 678  | 74       | +2       | T103 | 69       | -3       | -1     | T57 | 72       | par      | -1     | T54 | 77       | +5       | +4     | 62  |
| Pierre Relecom       | 18  | 508  | 71       | -1       | T46  | 71       | -1       | -2     | T42 | 69       | -3       | -5     | T23 | 83       | +11      | +6     | 64  |
| Wil Besseling        | 108 | 752  | 69       | -3       | T12  | 75       | +3       | par    | MC  |          |          |        |     |          |          |        |     |
| Robin Kind           | 115 | 1329 | 73       | +1       | T84  | 73       | +1       | +2     | MC  |          |          |        |     |          |          |        |     |
| Christopher Mivis    | 82  | 1095 | 78       | +6       | T148 | 71       | -1       | +5     | MC  |          |          |        |     |          |          |        |     |

| Leider |  | Toernooirecord |  | R2D = Race To Dubai |  | OWGR |  | MC = missed cut = cut gemist |

## Spelers
| - Carlos Aguilar - An Byeong-hun - Phillip Archer - Connor Arendell - Scott Arnold - Jason Barnes - Ken Benz - Filippo Bergamaschi - Adrien Bernadet - Wil Besseling - Alexander Björk - Wallace Booth - Cyril Bouniol - Gary Boyd - Christophe Brazillier - Steven Brown - Guillaume Cambis - Baptiste Chapellan - Robert Coles - Lee Corfield - Dave Coupland - Rhys Davies - Matteo Delpodio - Jack Doherty - Agustin Domingo - Edouard Dubois - Alan Dunbar - Paul Dwyer - Pelle Edberg - Johan Edfors - Jamie Elson - Rhys Enoch | - Edouard Espana - Ben Evans - Jens Fahrbring - Oliver Farr - Pedro Figueiredo - Matthew Fitzpatrick - Oscar Florén - Matt Ford - Dylan Frittelli - Lorenzo Gagli - Jordi García del Moral - Daniel Gaunt - Domenico Geminiani - Luke Goddard - Jean-Baptiste Gonnet - Ricardo Gouveia - Mathias Grönberg - Julien Guerrier - Mark F. Haastrup - Chris Hanson - William Harrold - Benjamin Hebert - Scott Henry - Nathan Holman - Antonio Hortal - Wen-yi Huang - Jeppe Huldahl - Sam Hutsby - Daniel Im - Lasse Jensen - Hugues Joannes - Niclas Johansson | - Andrew Johnston - Alexandre Kaleka - Dodge Kemmer - Lloyd Kennedy - Jesper Kennegard - Robin Kind - Adam Kritikos - Maarten Lafeber - Moritz Lampert - Jérôme Lando-C. - José Manuel Lara - David Law - Thriston Lawrence - Tain Lee - Jesus Legarrea - Niklas Lemke - Konstantin Lifanov - Thomas Linard - Sam Little - Gary Lockerbie - Michaël Lorenzo-Vera - Paul Maddy - Andrew Marshall - Andrew McArthur - Richard McEvoy - Ruaidhri McGee - Ross McGowan - Paul McKechnie - Christopher Mivis - Jamie Moul - George Murray - Lukas Nemecz | - Thomas Nørret - Pedro Oriol - Max Orrin - Daniel Owen - Chris Paisley - Jason Palmer - Van Phillips - Terry Pilkadaris - Gonçalo Pinto - Haydn Porteous - Florian Praegant - Kieran Pratt - Tapio Pulkkanen - Niccolo Quintarelli - Jocke Rask - Nicolò Ravano - Pierre Relecom - Taco Remkes - Bernd Ritthammer - Jake Roos - Andrea Rota - Raymond Russell - Ch.Edouard Russo - Hamza Sayin - Gareth Shaw - Callum Shinkwin - Joe Sjöholml - Tim Sluiter - Anthony Snobeck - Joël Stalter - Oscar Stark | - Roland Steiner - Duncan Stewart - Michael Stewart - Brandon Stone - Alessandro Tadini - Steven Tiley - Manuel Trappel - Mark Tullo - Damian Ulrich - Daniel Vancsik - Alvaro Velasco - Joshua White - Reeve Whitson - Pontus Widegren - Martin Wiegele - Jack Wilson - Oliver Wilson - Jeff Winther - George Woolgar - Kamran Zeynalov Invitaties - Nathan Kimsey - Jaakko Mäkitalo - Garrick Porteous - Jack Senior Amateurs - James Allan - Alp Atabek - Martin Jarve - Florian Kolberg - Marten Palm |

1990 ·
1991 ·
1992 ·
1993 ·
1994 ·
1995 ·
1996 ·
1997 ·
1998 ·
1999 ·
2000 ·
2001 ·
2002 ·
2003 ·
2004 ·
2005 ·
2006 ·
2007 ·
2008 ·
2009 ·
2010 ·
2011 ·
2012 ·
2013 ·
2014